# NHKピタゴラスイッチ アルゴリズムたいそう&こうしん
『NHKピタゴラスイッチ アルゴリズムたいそう&こうしん』（エヌエイチケーピタゴラスイッチ アルゴリズムたいそうアンドこうしん）は、お笑いコンビ・いつもここからの1枚目のシングル。2003年6月25日にワーナーミュージックジャパンから発売された。

## 概要
- NHK教育テレビの子供番組『ピタゴラスイッチ』の人気コーナー「アルゴリズムたいそう」と「アルゴリズムこうしん」をCD化。
- 山田・菊地の各ソロバージョンと、カラオケも収録。

## 収録曲
- 1.アルゴリズムたいそう
- 2.きくちバージョン・アルゴリズムたいそう
- 3.やまだバージョン・アルゴリズムたいそう
- 4.アルゴリズムこうしん
- 5.やまだ版・アルゴリズムこうしん
- 6.きくち版・アルゴリズムこうしん
- 7.練習用アルゴリズムこうしん
- 8.アルゴリズムたいそう（カラオケ）
- 9.アルゴリズムこうしん（カラオケ）